# NGC 1620
NGC 1620 is een spiraalvormig sterrenstelsel in het sterrenbeeld Eridanus. Het hemelobject werd op 1 januari 1786 ontdekt door de Duits-Britse astronoom William Herschel.

## Synoniemen
- PGC 15638
- UGC 3103
- MCG 0-12-52
- ZWG 393.46
- IRAS 04340-0014